# Nagari Koto Baru (Kubung)
Nagari Koto Baru is een bestuurslaag in het regentschap Solok van de provincie West-Sumatra, Indonesië. Nagari Koto Baru telt 19.898 inwoners (volkstelling 2010).